# Иван Бързаков
Иван Бързаков е български психолог, педагог и поет, създател на OptimaLearning, професор.

## Биография
Роден на 13 декември 1942 г. Първо следва английска, а после завършва българска филология в Софийския държавен университет. През 1976 г. работи като хоноруван преподавател по английски в експерименталното училище № 122 в София, прилагащо метода на д-р Георги Лозанов.
На 10 септември 1976 г. той успява да стигне до Триест, Италия, преплувайки 11 км в Адриатическо море. След пребиваване в емиграционните лагери за бежанци, на 31 март 1977 г. реемигрира в САЩ. В периода 1977 – 1978 г. продължава следването си в New York City University, а през 1985 г. защитава в САЩ двоен докторат по теория на образованието и психология.
През 1978 г. Бързаков, заедно с група психолози, основава и ръководи в Сан Франциско Международен институт за нови методи в образованието. През 1980 – 1982 г. създава системата OptimaLearning за максимално възприятие и развиване на мисълта.
Написва и издава няколко книги (поезия и есеистика).

## Награди и номинации
- Отличен със специалната награда на националния конкурс за поезия „В полите на Витоша“. [1]
- Номиниран за наградата Grawemeyer за изключителни постижения в образованието със световно значение. [2]